# Portale di San Giorgio

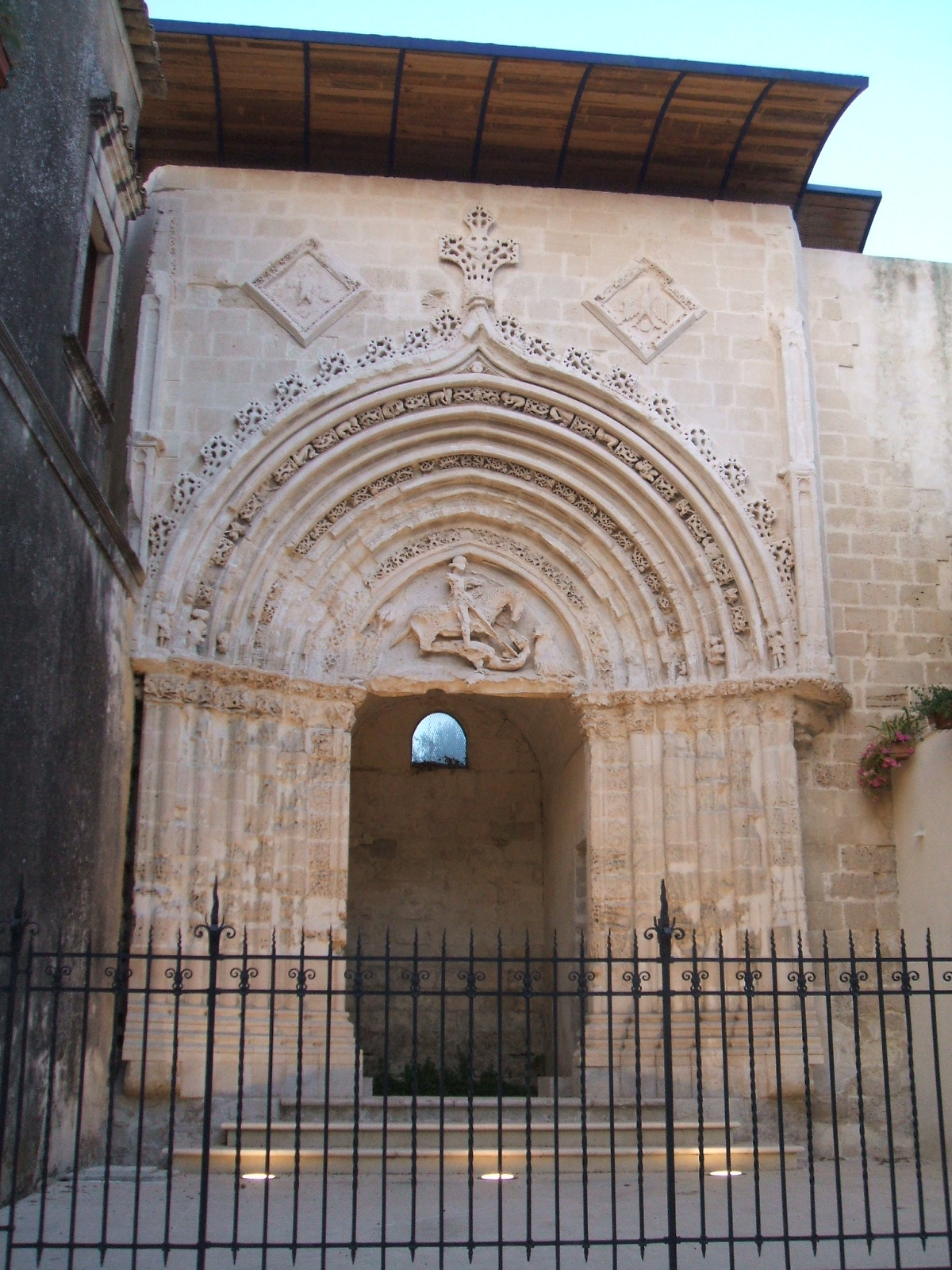
Portale di San Giorgio

Il Portale di San Giorgio è il monumento simbolo della città di Ragusa, fu edificato in stile gotico nella prima metà del XII secolo come parte della chiesa di San Giorgio ora scomparsa.

## Storia

### Epoca normanno - svevo - aragonese
L'antica chiesa di San Giorgio a Ragusa Ibla ebbe la massima attenzione da parte del conte Goffredo (morto nel 1120) che modificò, ampliò e arricchì la primitiva chiesa sia negli aspetti architettonici che nell'arredo e nelle dotazioni patrimoniali. 
- 1308 - 1310, È documentata la chiesa di San Giorgio nella capitale della Signoria di Ragusa adiacente a Palazzo Chiaramonte, patrocinata dalla famiglia Chiaramonte, luogo di culto nominato nelle voci di transazioni contabili tra la curia e la Santa Sede.
- 1382, Il feudo passò alla famiglia Cabrera, con i lavori di rifacimento il tempio assunse la funzione di pantheon e mausoleo di famiglia. 
  - Tomba del conte Bernardo Cabrera. Nel 1738 le spoglie e il monumento funerario furono traslati nel ricostruito duomo di San Giorgio, unitamente allo stemma e ad una lapide che ricorda colui che fu il signore della Contea di Ragusa dal 1392 al 1419. In seguito i Cabrera spostarono il centro dei loro interessi e affari a Modica nella cui contea era confluita la Signoria di Ragusa.

### Epoca spagnola
- Nel XVI secolo i proventi dei commerci della canna da zucchero, della seta e di molte altre produzioni agricole, consentirono di riedificare un nuovo monumento dedicato al Santo cavaliere.

Le strutture del tempio subirono qualche danno durante il terremoto del 1542 o Magnus Terremotus in terra Xiclis.
- 1573, L'aristocrazia del luogo decide di realizzare una cona, commissione affidata ad Antonino Gagini.

Nel 1633 fu restaurata la volta, il conte Giovanni Alfonso Enriquez de Cabrera nella visita effettuata nella Contea di Ragusa del 1643, l'ammirò nel massimo dello splendore. Accogliendo una petizione popolare, Papa Urbano VIII proclamava San Giorgio patrono cittadino, questo tempio vantava la supremazia su tutte le chiese cittadine.
Nel 1692 un fulmine colpì il campanile, abbattendolo. Per la sua altezza (100 metri) e bellezza artistica fu definito un miracolo dell'arte. Completato nel 1550 dall'architetto Antonino Di Marco, di forma quadrata, attaccato al lato sinistro del prospetto, era decorato con gli stemmi degli Enríquez. 
Il terremoto del Val di Noto del 1693 danneggia gravemente il tempio. Nel 1718 è decretata la demolizione previo smantellamento delle opere e delle strutture superstiti.
- Portale gotico. Manufatti visibili in loco.
- Cappella della Natività. Ambiente documentato.
- Cona di Antonino Gagini. Aggregato monumentale parzialmente trasferito nella sacrestia dell'attuale duomo.

## Tribuna
Espressione di stile rinascimentale della bottega dei Gagini dall'iniziale controversa attribuzione orientata al ramo dei Gagini particolarmente attivo in Val di Noto. Gioacchino di Marzo sulla base della documentazione raccolta e delle indagini eseguite ne attribuisce l'esecuzione alla mano di Nicolò di Mineo (1542 - † 1625), longevo artista di Chiaramonte Gulfi, verosimilmente allievo e stretto collaboratore di Giandomenico senior. Recenti scoperte documentali indirizzano sulla figura di Antonino Gagini e agli stretti collaboratori nella fase di completamento, avvenuta a partire dal 1616.
La tribuna in origine era composta da cinque nicchie in pietra calcarea locale, decorata con sei colonne corinzie, presentava in posizione centrale San Giorgio a cavallo raffigurato nell'atto guerriero di uccidere il drago, a destra Sant'Ippolito, a sinistra San Mercurio, entrambi in abiti militari e nell'atteggiamento di calpestare col piede le teste recise del nemici. Alla base del manufatto sono inseriti tre altorilievi raffiguranti Storie di San Giorgio, a loro volta fiancheggiati dalle statuette degli apostoli San Pietro e San Paolo.
La "cona" fu voluta dall'aristocrazia cittadina nel 1573 attraverso l'Arciconfraternita della chiesa madre di San Giorgio, commissionata ad Antonino Gagini, membro della famiglia di scultori lapidei operante in Sicilia, contratto testimoniato da ricevuta a lui intestata. L'opera scultorea, in origine collocata nella zona absidale, dopo la demolizione avvenuta nel 1738, fu smontata, nel contempo ridimensionata per essere riadattata in uno spazio più piccolo, con definitiva sistemazione nella attuale sede della sacrestia del duomo di San Giorgio. 
Del primitivo apparato furono recuperate tre nicchie e quattro statue che, pur assemblate in modo alquanto scorretto e scomposito, danno tuttavia una idea della magnificenza dell'opera. Una statua andò irrimediabilmente perduta nel disastro, l'altra mùtila, documentata inserita nel prospetto della facciata, si ammira nel museo del duomo. Recenti interventi di restauro nel 2005 hanno portato alla luce la teoria di Apostoli occultati alla base delle colonne e restituito all'originaria bellezza i medaglioni raffiguranti Adamo, Eva, Davide.

## Descrizione della chiesa prima del terremoto
L'antica chiesa doveva presentare tre navate, separate da 14 pilastri e 12 altari laterali oltre a quello principale. Antistante il tempio vi era un cortile con un muretto e tre cancelli d'accesso, uno per ogni porta. Sulla facciata principale (che non è l'attuale Portale che costituisce l'ingresso laterale destro della chiesa) vi erano cinque statue raffiguranti il Salvatore, San Giovanni Battista e San Giovanni Evangelista, San Pietro e San Paolo Apostoli. 
Un campanile, sul lato sinistro, progettato dall'architetto ragusano Antonino Di Marco ultimato nel 1550 completava il prospetto. 
Al suo interno opere pittoriche e statue affollavano le pareti delle navate realizzate da scultori come Giandomenico Gagini, figlio del più famoso Antonello e stucchi del Paparella, artista romano attivo nel ragusano. Le volte del cappellone erano affrescate, autore dell'apparato decorativo Pietro Novelli. Il battistero era in pietra pece e sfoggiava iscrizioni sia in latino che in greco.

## Il terremoto e le rovine
Già nel 1692 si assiste alla distruzione del campanile ad opera di un fulmine, quindi, l'anno successivo la chiesa crollò quasi del tutto. 

## Il Portale oggi
Costruito con blocchi di calcare tenero, dal tenue colore rosato. La lunetta sopra l'architrave rappresenta il santo cavaliere che trafigge il drago, con la regina di Berito, inginocchiata che assiste alla scena. L'arco è contenuto tra due lesene scanalate e lo spazio superiore è arricchito da due grandi losanghe, all'interno delle quali alloggia l'aquila ragusana. Gli interstizi tra le colonne dell'arco sono ornate da figure che rappresentano le arti e i mestierie e lungo tutta la superficie da una teoria di figure mostruose e immaginarie, tra fiori e foglie, eredità dei bestiari medievali. Nelle strombature ha eleganti colonnine a fascio, che si uniscono formando un armonioso arco; l'ultima colonna dei nove fasci non segue l'arco ma si restringe, si alza sugli altri otto per formare un grande fiore.

## Galleria d'immagini

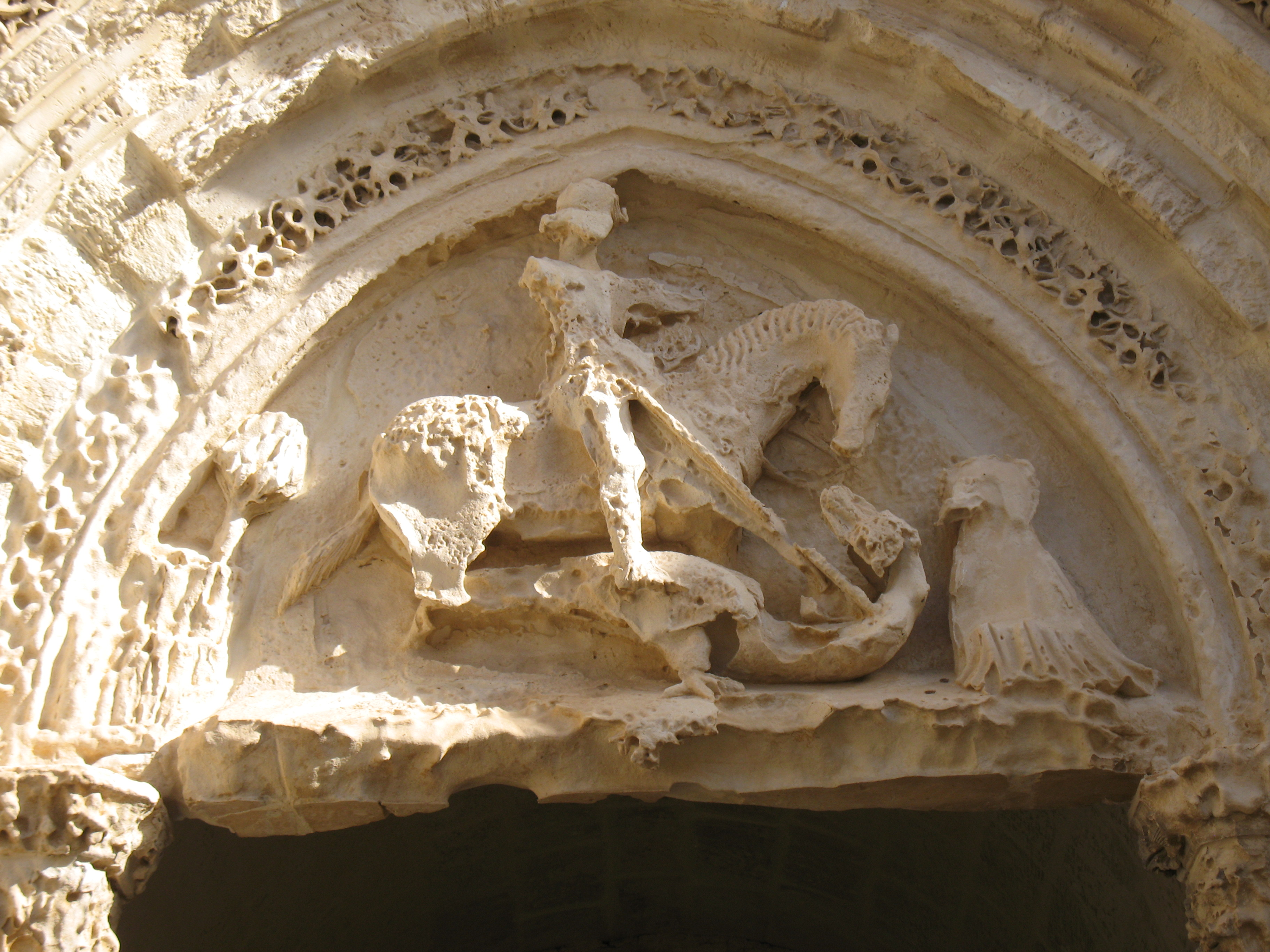
San Giorgio che uccide il drago
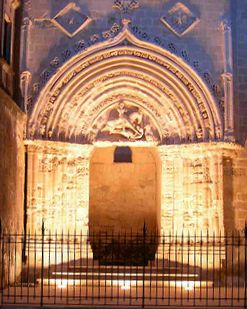
Illuminazione notturna del Portale